# Kenan Evren

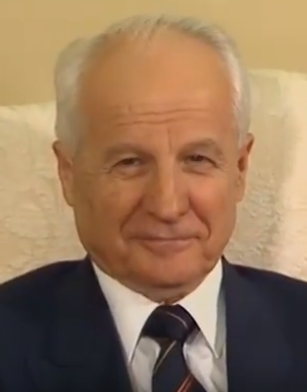
Kenan Evren 1988.

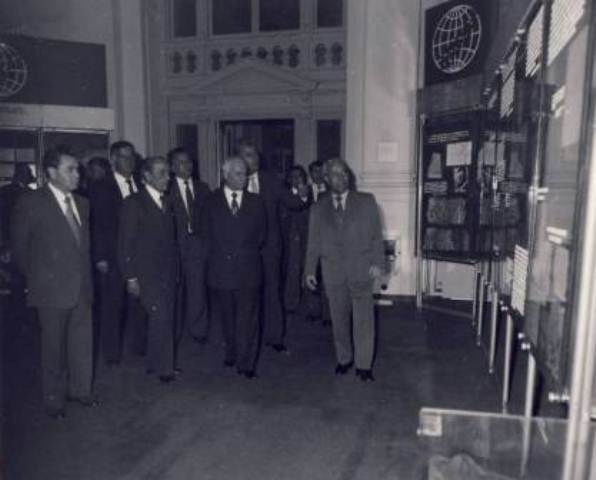
Kenan Evren (i mitten med vitt hår) under ett statsbesök i Rumänien i april 1982.

Ahmet Kenan Evren, född 17 juli 1917 i Alaşehir i Osmanska riket, död 9 maj 2015 i Ankara, var en turkisk militär och politiker. Han var landets president och statsöverhuvud från 1980 till 1989, efter att ha tagit makten i en statskupp.

## Biografi
Evren gick med i den turkiska försvarsmakten 1936. Efter att ha tjänstgjort som artilleriofficer blev han stabsofficer 1949, och han hade sedan en rad olika poster både i Turkiet och utomlands. Han blev chef för den turkiska generalstaben 1978.
När de turkiska generalerna störtade regeringen i en statskupp 1980 blev Evren statsöverhuvud som ledare för Turkiets "nationella säkerhetsråd". 1982 tog han också formellt titeln som president. I samband med kuppen blev 50 människor avrättade och en halv miljon arresterade, varav hundratals dog i fängelse. Detta gjorde att turkiska åklagarmyndigheter 2012 väckte åtal mot den då 95 år gamle Evren. Han blev i juni 2014 dömd till livstids fängelse. Evren avled den 9 maj 2015 på ett militärsjukhus i Ankara, 97 år gammal.